# Esches (folyó)
Az Esches francia folyó két megye, Val-d'Oise és Oise folyója, mintegy 20,22 km hosszan, 125 km2 vízgyűjtő területtel. 
Île-de-France és Hauts-de-France régióban található folyó. Az Méru-nál, 110 méteres magasságban eredő folyó az Oise jobb partjának mellékfolyója, ami a Szajna mellékfolyója.

## Part menti települések
Méru (Oise megyében), Esches, Bornel, Belle-Église, Chambly, Persan